# Carlos Cano
José Carlos Cano Fernández (Granada (Andalusia), 28 de gener de 1946 - 19 de desembre de 2000), conegut artísticament com a Carlos Cano, va ser un cantautor i poeta andalús que va recuperar estils tradicionals andalusos relativament oblidats com la trova popular, i molt especialment la copla andalusa, la qual va recuperar i fer actual.